# Luuc van Opzeeland
Luuc van Opzeeland (* 21. Mai 1999 in Hoofddorp) ist ein niederländischer Windsurfer.

## Erfolge
Luuc van Opzeeland sicherte sich 2021 seine ersten internationalen Medaillen, als er sowohl bei den Europameisterschaften in Marseille als auch bei den Weltmeisterschaften in Silvaplana den dritten Platz belegte. Auch die Europameisterschaften 2022 in Torbole schloss er auf dem dritten Platz ab, während er in Brest im selben Jahr Vizeweltmeister wurde. Bei den Weltmeisterschaften 2023 in Den Haag gelang ihm mit dem Titelgewinn sein bis dato größter Erfolg. 2024 belegte er bei den Weltmeisterschaften in Lanzarote wiederum den Bronzerang.
Bei den darauffolgenden Olympischen Spielen 2024 in Paris gewann van Opzeeland unter anderem drei der ersten 13 Wettfahrten mit dem iQFoiL und war mit 69 Punkten der fünftbeste Surfer der Vorrunde. Anschließend gewann er sowohl den Viertelfinallauf als auch den Halbfinallauf und zog damit ins Medaillenrennen der drei besten Surfer ein. Dort musste er sich dem Israeli Tom Reuveny sowie Grae Morris aus Australien geschlagen geben, womit van Opzeeland die Bronzemedaille erhielt.